# Liste der Gemeindeverbände im Département Essonne
Das Département Essonne liegt in der Region Île-de-France in Frankreich. Es untergliedert sich in 14 Gemeindeverbände.
Siehe auch: Liste der Gemeinden im Département Essonne

## Gemeindeverbände

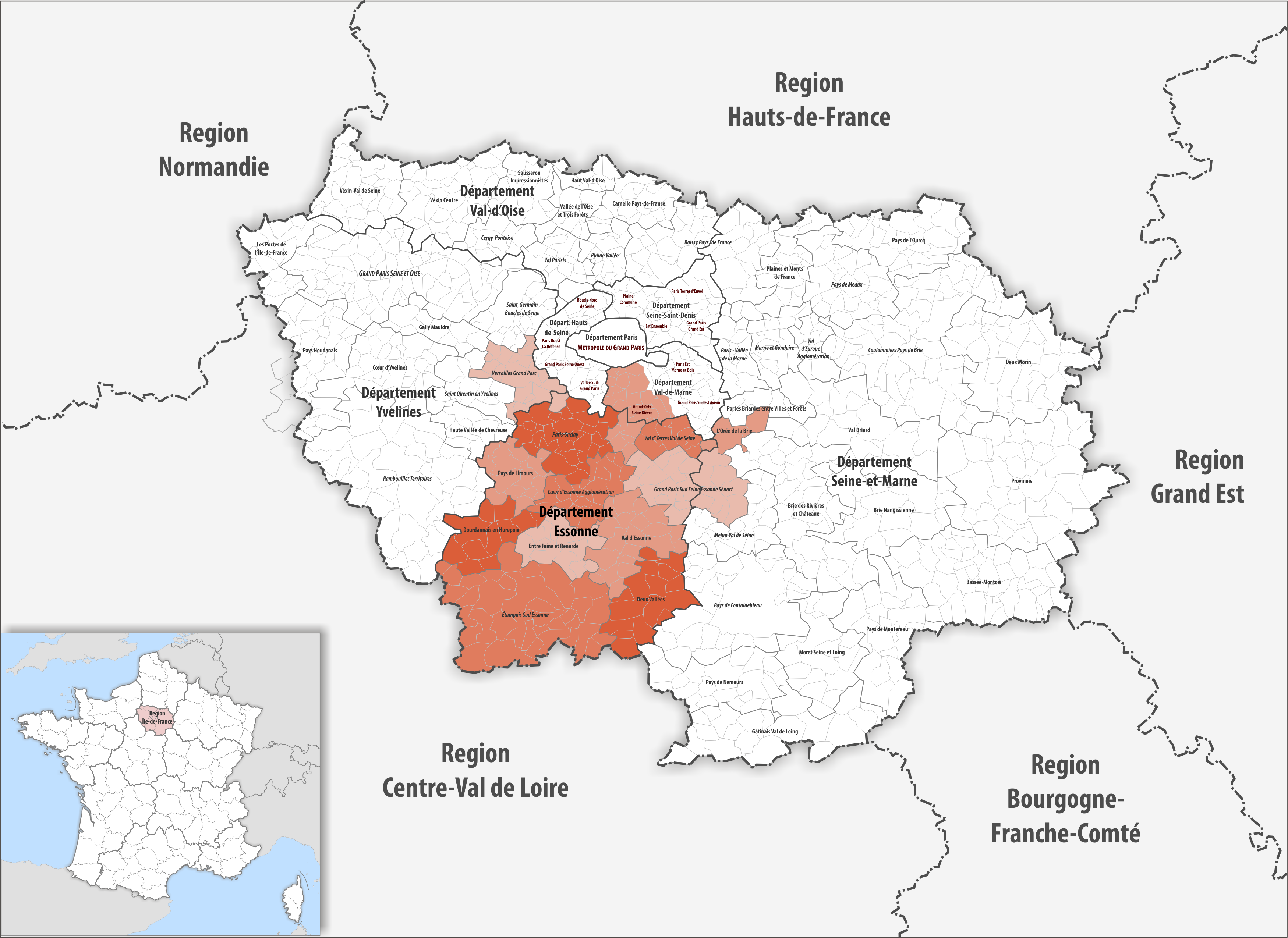
Gemeindeverbände im Département Essonne

| Gemeindeverband                      | Gemeinden im Départ./Verband | Einwohner 1. Januar 2022 | Fläche km² | Dichte Einw./km² | SIREN- Nummer | Rechtsform                       | Gründungsdatum    |
| ------------------------------------ | ---------------------------- | ------------------------ | ---------- | ---------------- | ------------- | -------------------------------- | ----------------- |
| 2 Vallées                            | 15/15                        | 18.701                   | 188,60     | 99               | 249 100 157   | Communauté de communes           | 24. Dezember 2001 |
| Cœur d’Essonne Agglomération         | 21/21                        | 208.019                  | 132,70     | 1.568            | 200 057 859   | Communauté d’agglomération       | 1. Januar 2016    |
| Dourdannais en Hurepoix              | 11/11                        | 26.697                   | 142,98     | 187              | 249 100 595   | Communauté de communes           | 25. November 2005 |
| Entre Juine et Renarde               | 16/16                        | 27.947                   | 120,28     | 232              | 249 100 553   | Communauté de communes           | 27. Oktober 2003  |
| Étampois Sud Essonne                 | 37/37                        | 55.848                   | 482,51     | 116              | 200 017 846   | Communauté d’agglomération       | 16. Dezember 2008 |
| Grand-Orly Seine Bièvre              | 6/24                         | 729.111                  | 123,68     | 5.895            | 200 058 014   | Établissement public territorial | 1. Januar 2016    |
| Grand Paris Sud Seine-Essonne-Sénart | 15/23                        | 361.024                  | 221,19     | 1.632            | 200 059 228   | Communauté d’agglomération       | 15. Dezember 2015 |
| Métropole du Grand Paris             | 6/130                        | 7.115.576                | 814,24     | 8.739            | 200 054 781   | Métropole                        | 1. Januar 2016    |
| Orée de la Brie                      | 1/4                          | 28.829                   | 49,56      | 582              | 247 700 644   | Communauté de communes           | 5. Dezember 2003  |
| Paris-Saclay                         | 27/27                        | 319.695                  | 185,85     | 1.720            | 200 056 232   | Communauté d’agglomération       | 1. Januar 2016    |
| Pays de Limours                      | 14/14                        | 27.290                   | 118,54     | 230              | 249 100 074   | Communauté de communes           | 17. Dezember 2001 |
| Val d’Essonne                        | 21/21                        | 62.746                   | 193,13     | 325              | 249 100 546   | Communauté de communes           | 11. Dezember 2002 |
| Val d’Yerres Val de Seine            | 9/9                          | 177.954                  | 66,36      | 2.682            | 200 058 477   | Communauté d’agglomération       | 14. Dezember 2015 |
| Versailles Grand Parc                | 1/18                         | 268.563                  | 123,58     | 2.173            | 247 800 584   | Communauté d’agglomération       | 8. November 2002  |